# Välisaari (ö i Södra Savolax, Nyslott, lat 62,13, long 29,31)
Välisaari är en ö i Finland. Den ligger i sjön Orivesi och i kommunen Nyslott i  landskapet Södra Savolax, i den sydöstra delen av landet, 300 km nordost om huvudstaden Helsingfors. Öns area är 36,5 hektar och dess största längd är 1,6 kilometer i öst-västlig riktning.